# Ceui
Ceui(세이, 일본어: セイ, 생년 비공개, 1월 31일생)는 일본의 여자 싱어송라이터이다.